# Maxi 84
Maxi 84 är segelbåt tillverkad i omkring 1350 exemplar mellan 1977 och 1983. "84" står för ungefärliga längden i dm, dock är längden 8,25 meter. Bredd 2,95 meter. Konstruktör Pelle Pettersson. Tillverkare var Erje Produkter AB i Mariestad, senare Mölnlycke Marin AB. Skrov och däck är i glasfiberarmerad plast där däcket har en sandwich-konstruktion. Deplacement 3 500 kg. Kölen är tillverkad av järn, väger 1 350 kg och är en fenköl. Aktern är rak och rodret är utanpåliggande. Basinredning i plast. Nerbyggd köl med bottenstockar. Den har fem kojer varav en stickkoj och ett pentry med disko och kylbox. Färskvattentank 90 liter. Salong och förpik är på babordssidan avskilda av en garderob med hyllplan för sjökort och på styrbordssidan av en toalett med septiktank och handfat. Genom vikbara dörrar skapas mellan garderob och toalett ett avskilt utrymme. Inombordsmotor och segelbåtsdrev är placerade under sittbrunn/rufftrapp. Dieselmotor Volvo Penta MD7A 13 hk,fr.o.m. 1981 MD7B 17 hk). Riggen är av masthead-typ och var från början försedd med en av Pelle Petterson konstruerad rigg (svarteloxerad), men ersattes senare av en standardrigg (silvereloxerad) från Seldén. Maxi 84 är godkänd av Sjöfartsverket (blå skylt).
Båttypen är godkänd för inombordare om max 11 kW (ca 15 hk). Från år 1981 höjdes max hk.